# Giácomo Di Giorgi
Giácomo Di Giorgi (Acarigua, 24 febbraio 1981) è un ex calciatore venezuelano, di origine italiana, di ruolo centrocampista.

## Caratteristiche tecniche
Gioca come centrocampista. Ricopre prevalentemente ruoli difensivi, come quello di volante.

## Carriera

### Club
Nella stagione 2002-2003 gioca con l'Unión Lara, ottenendo peraltro la prima convocazione in Nazionale; nel 2003 ai accasa all'Estudiantes di Mérida, rimanendovi sino al 2005. In quell'anno lascia la compagine bianco-rossa per trasferirsi al Carabobo, dove disputa due stagioni e mezzo in massima serie venezuelana: dopo 13 partite dell'annata 2007-2008 passa al Llaneros de Guanare. Nel 2008 viene acquistato dal Deportivo Anzoátegui, dove gioca con continuità, ottenendo la maglia da titolare sia nel club che in Nazionale.

### Nazionale
Nel 2001 giocò alcuni incontri con la selezione Under-20. Debuttò in Nazionale nel 2002. Dopo aver raccolto due presenze, venne escluso dal giro fino al 2008, anno in cui venne nuovamente chiamato, stavolta dal CT Farías: lo stesso allenatore lo ha poi confermato nelle convocazioni seguenti, rendendolo uno dei membri fissi del suo Venezuela.